# Лига Европы УЕФА 2018/2019. Плей-офф
Эта статья содержит информацию о стадии плей-офф Лиги Европы УЕФА 2018/19.
В плей-офф принимают участие 32 клуба: 24 клуба, занявших первые два места в группах на групповом этапе, и 8 клубов, занявших третьи места на групповом этапе Лиги чемпионов.
Время указанно по CET/CEST, в соответствии с правилами УЕФА (местное время, если отличается, указано в скобках).

## Участники
| Ключ к цветам          |
| ---------------------- |
| Сеяные в 1/16 финала   |
| Несеяные в 1/16 финала |

| Группа | Победитель         | 2-е место    |
| ------ | ------------------ | ------------ |
| A      | Байер 04           | Цюрих        |
| B      | Зальцбург          | Селтик       |
| C      | Зенит              | Славия Прага |
| D      | Динамо Загреб      | Фенербахче   |
| E      | Арсенал            | Спортинг     |
| F      | Реал Бетис         | Олимпиакос   |
| G      | Вильярреал         | Рапид (Вена) |
| H      | Айнтрахт Франкфурт | Лацио        |
| I      | Генк               | Мальмё       |
| J      | Севилья            | Краснодар    |
| K      | Динамо Киев        | Ренн         |
| L      | Челси              | БАТЭ         |

### Команды, выбывшие из Лиги чемпионов
| Ключ к цветам   |
| --------------- |
| Сеяные в 1/16   |
| Несеяные в 1/16 |

| Группа | Клуб             | В | Н | П | М     | ±  | Очки |
| ------ | ---------------- | - | - | - | ----- | -- | ---- |
| C      | Наполи           | 2 | 3 | 1 | 7-5   | +2 | 9    |
| H      | Валенсия         | 2 | 2 | 2 | 6-6   | 0  | 8    |
| B      | Интернационале   | 2 | 2 | 2 | 6-7   | -1 | 8    |
| E      | Бенфика          | 2 | 1 | 3 | 6-11  | -5 | 7    |
| G      | Виктория Пльзень | 2 | 0 | 4 | 11-11 | 0  | 7    |
| A      | Брюгге           | 1 | 3 | 2 | 6-5   | +1 | 6    |
| F      | Шахтёр Донецк    | 1 | 3 | 2 | 8-16  | -8 | 6    |
| D      | Галатасарай      | 1 | 1 | 4 | 5-8   | -3 | 4    |

## 1/16 финала
Жеребьевка проходила 17 декабря 2018 года в 13:00 по CET.
Первые матчи были сыграны 12 и 14 февраля, ответные — 20 и 21 февраля 2019 года.
| Команда 1          | Итог       | Команда 2            | 1-й матч | 2-й матч |
| ------------------ | ---------- | -------------------- | -------- | -------- |
| Виктория (Пльзень) | 2:4        | Динамо (Загреб)      | 2:1      | 0:3      |
| Брюгге             | 2:5        | Зальцбург            | 2:1      | 0:4      |
| Рапид (Вена)       | 0:5        | Интернационале       | 0:1      | 0:4      |
| Славия (Прага)     | 4:1        | Генк                 | 0:0      | 4:1      |
| Краснодар          | 1:1 (г.в.) | Байер 04             | 0:0      | 1:1      |
| Цюрих              | 1:5        | Наполи               | 1:3      | 0:2      |
| Мальмё             | 1:5        | Челси                | 1:2      | 0:3      |
| Шахтёр (Донецк)    | 3:6        | Айнтрахт (Франкфурт) | 2:2      | 1:4      |
| Селтик             | 0:3        | Валенсия             | 0:2      | 0:1      |
| Ренн               | 6:4        | Реал Бетис           | 3:3      | 3:1      |
| Олимпиакос         | 2:3        | Динамо (Киев)        | 2:2      | 0:1      |
| Лацио              | 0:3        | Севилья              | 0:1      | 0:2      |
| Фенербахче         | 2:3        | Зенит                | 1:0      | 1:3      |
| Спортинг           | 1:2        | Вильярреал           | 0:1      | 1:1      |
| БАТЭ               | 1:3        | Арсенал              | 1:0      | 0:3      |
| Галатасарай        | 1:2        | Бенфика              | 1:2      | 0:0      |

### Матчи
| Виктория (Пльзень) | 2:1     | Динамо (Загреб) |
| ------------------ | ------- | --------------- |
| Перница 54′, 83′   | (отчёт) | 21′ Ольмо       |

| Динамо (Загреб)                        | 3:0     | Виктория (Пльзень) |
| -------------------------------------- | ------- | ------------------ |
| Оршич 15′ · Дилавер 34′ · Петкович 73′ | (отчёт) |                    |

| Брюгге                  | 2:1     | Зальцбург    |
| ----------------------- | ------- | ------------ |
| Денсвил 64′ · Весли 81′ | (отчёт) | 17′ Юнузович |

| Зальцбург                               | 4:0     | Брюгге |
| --------------------------------------- | ------- | ------ |
| Шлагер 17′ · Дака 29′, 43′ · Даббур 90′ | (отчёт) |        |

| Рапид (Вена) | 0:1     | Интернационале      |
| ------------ | ------- | ------------------- |
|              | (отчёт) | 39′ (пен.) Мартинес |

| Интернационале                                         | 4:0     | Рапид (Вена) |
| ------------------------------------------------------ | ------- | ------------ |
| Весино 11′ · Раноккья 18′ · Перишич 80′ · Политано 87′ | (отчёт) |              |

| Славия (Прага) | 0:0     | Генк |
| -------------- | ------- | ---- |
|                | (отчёт) |      |

| Генк         | 1:4     | Славия (Прага)                           |
| ------------ | ------- | ---------------------------------------- |
| Троссард 10′ | (отчёт) | 23′ Цоуфал · 53′ Траоре · 64′, 68′ Шкода |

| Краснодар | 0:0     | Байер 04 |
| --------- | ------- | -------- |
|           | (отчёт) |          |

| Байер 04    | 1:1     | Краснодар      |
| ----------- | ------- | -------------- |
| Арангис 87′ | (отчёт) | 84′ Сулейманов |

| Цюрих             | 1:3     | Наполи                                      |
| ----------------- | ------- | ------------------------------------------- |
| Кололи 83′ (пен.) | (отчёт) | 12′ Инсинье · 21′ Кальехон · 77′ Зелиньский |

| Наполи              | 2:0     | Цюрих |
| ------------------- | ------- | ----- |
| Верди 43′ · Уна 76′ | (отчёт) |       |

| Мальмё          | 1:2     | Челси                 |
| --------------- | ------- | --------------------- |
| Кристиансен 80′ | (отчёт) | 30′ Баркли · 58′ Жиру |

| Челси                                   | 3:0     | Мальмё |
| --------------------------------------- | ------- | ------ |
| Жиру 55′ · Баркли 74′ · Хадсон-Одои 84′ | (отчёт) |        |

| Шахтёр (Донецк)                | 2:2     | Айнтрахт (Франкфурт)        |
| ------------------------------ | ------- | --------------------------- |
| Марлос 10′ (пен.) · Тайсон 67′ | (отчёт) | 7′ Хинтереггер · 50′ Костич |

| Айнтрахт (Франкфурт)                         | 4:1     | Шахтёр (Донецк)   |
| -------------------------------------------- | ------- | ----------------- |
| Йович 23′ · Алле 26′ (пен.), 80′ · Ребич 88′ | (отчёт) | 64′ Жуниор Мораес |

| Селтик | 0:2     | Валенсия                  |
| ------ | ------- | ------------------------- |
|        | (отчёт) | 42′ Черышев · 49′ Собрино |

| Валенсия    | 1:0     | Селтик |
| ----------- | ------- | ------ |
| Гамейро 70′ | (отчёт) |        |

| Ренн                                               | 3:3     | Реал Бетис                              |
| -------------------------------------------------- | ------- | --------------------------------------- |
| Юну 2′ · Гарсия 10′ (авт.) · Бен Арфа 45+3′ (пен.) | (отчёт) | 32′ Ло Чельсо · 62′ Сидней · 90′ Лаинес |

| Реал Бетис    | 1:3     | Ренн                                   |
| ------------- | ------- | -------------------------------------- |
| Ло Чельсо 41′ | (отчёт) | 22′ Бенсебайни · 30′ Юну · 90+4′ Ньянг |

| Олимпиакос                | 2:2     | Динамо (Киев)              |
| ------------------------- | ------- | -------------------------- |
| Ахмед Хасан 9′ · Диаш 40′ | (отчёт) | 27′ Буяльский · 89′ Вербич |

| Динамо (Киев) | 1:0     | Олимпиакос |
| ------------- | ------- | ---------- |
| Соль 32′      | (отчёт) |            |

| Лацио | 0:1     | Севилья        |
| ----- | ------- | -------------- |
|       | (отчёт) | 22′ Бен Йеддер |

| Севилья                      | 2:0     | Лацио |
| ---------------------------- | ------- | ----- |
| Бен Йеддер 20′ · Сарабия 78′ | (отчёт) |       |

| Фенербахче  | 1:0     | Зенит |
| ----------- | ------- | ----- |
| Слимани 21′ | (отчёт) |       |

| Зенит                      | 3:1     | Фенербахче |
| -------------------------- | ------- | ---------- |
| Оздоев 4′ · Азмун 37′, 76′ | (отчёт) | 42′ Топал  |

| Спортинг | 0:1     | Вильярреал |
| -------- | ------- | ---------- |
|          | (отчёт) | 3′ Педраса |

| Вильярреал   | 1:1     | Спортинг      |
| ------------ | ------- | ------------- |
| Форнальс 80′ | (отчёт) | 45′ Фернандеш |

| БАТЭ       | 1:0     | Арсенал |
| ---------- | ------- | ------- |
| Драгун 45′ | (отчёт) |         |

| Арсенал                                             | 3:0     | БАТЭ |
| --------------------------------------------------- | ------- | ---- |
| Волков 4′ (авт.) · Мустафи 39′ · Папастатопулос 60′ | (отчёт) |      |

| Галатасарай  | 1:2     | Бенфика                            |
| ------------ | ------- | ---------------------------------- |
| Люиндама 54′ | (отчёт) | 27′ (пен.) Сальвио · 64′ Сеферович |

| Бенфика | 0:0     | Галатасарай |
| ------- | ------- | ----------- |
|         | (отчёт) |             |

## 1/8 финала
Жеребьевка проходила 12 февраля 2019 года в 15:00 по CET.
Первые матчи были сыграны 7 марта, ответные состоялись 14 марта 2019 года.
| Команда 1            | Итог           | Команда 2      | 1-й матч | 2-й матч |
| -------------------- | -------------- | -------------- | -------- | -------- |
| Челси                | 8:0            | Динамо (Киев)  | 3:0      | 5:0      |
| Айнтрахт (Франкфурт) | 1:0            | Интернационале | 0:0      | 1:0      |
| Динамо (Загреб)      | 1:3 (доп. вр.) | Бенфика        | 1:0      | 0:3      |
| Наполи               | 4:3            | Зальцбург      | 3:0      | 1:3      |
| Валенсия             | 3:2            | Краснодар      | 2:1      | 1:1      |
| Севилья              | 5:6 (доп. вр.) | Славия (Прага) | 2:2      | 3:4      |
| Ренн                 | 3:4            | Арсенал        | 3:1      | 0:3      |
| Зенит                | 2:5            | Вильярреал     | 1:3      | 1:2      |

Примечание
1. ↑  Порядок встреч изменен после жеребьёвки, во избежание конфликта в расписании с матчем «Челси» - «Динамо Киев» проходящем в том же городе

### Матчи
| Челси                                     | 3:0     | Динамо (Киев) |
| ----------------------------------------- | ------- | ------------- |
| Педро 17′ · Виллиан 65′ · Хадсон-Одои 90′ | (отчёт) |               |

| Динамо (Киев) | 0:5     | Челси                                                     |
| ------------- | ------- | --------------------------------------------------------- |
|               | (отчёт) | 5′, 33′, 59′ Жиру · 45+1′ Маркос Алонсо · 78′ Хадсон-Одои |

| Айнтрахт (Франкфурт) | 0:0     | Интернационале |
| -------------------- | ------- | -------------- |
|                      | (отчёт) |                |

| Интернационале | 0:1     | Айнтрахт (Франкфурт) |
| -------------- | ------- | -------------------- |
|                | (отчёт) | 5′ Йович             |

| Динамо (Загреб)     | 1:0     | Бенфика |
| ------------------- | ------- | ------- |
| Петкович 38′ (пен.) | (отчёт) |         |

| Бенфика                                   | 3:0     | Динамо (Загреб) |
| ----------------------------------------- | ------- | --------------- |
| Жонас 71′ · Феррейра 94′ · Гримальдо 105′ | (отчёт) |                 |

| Наполи                                    | 3:0     | Зальцбург |
| ----------------------------------------- | ------- | --------- |
| Милик 10′ · Руис 18′ · Онгюэне 58′ (авт.) | (отчёт) |           |

| Зальцбург                                    | 3:1     | Наполи    |
| -------------------------------------------- | ------- | --------- |
| Даббур 25′ · Гулбрандсен 65′ · Ляйтгеб 90+2′ | (отчёт) | 14′ Милик |

| Валенсия         | 2:1     | Краснодар   |
| ---------------- | ------- | ----------- |
| Родриго 12′, 24′ | (отчёт) | 63′ Классон |

| Краснодар      | 1:1     | Валенсия    |
| -------------- | ------- | ----------- |
| Сулейманов 85′ | (отчёт) | 90+3′ Гедеш |

| Севилья                   | 2:2     | Славия (Прага)      |
| ------------------------- | ------- | ------------------- |
| Бен Йеддер 1′ · Мунир 28′ | (отчёт) | 25′ Стох · 39′ Крал |

| Славия (Прага)                                                            | 4:3     | Севилья                                        |
| ------------------------------------------------------------------------- | ------- | ---------------------------------------------- |
| Нгадё-Нгаджюи 15′ · Соучек 47′ (пен.) · Ван Бюрен 102′ · Кьер 119′ (авт.) | (отчёт) | 44′ (пен.) Бен Йеддер · 54′ Мунир · 98′ Васкес |

| Ренн                                        | 3:1     | Арсенал  |
| ------------------------------------------- | ------- | -------- |
| Бурижо 42′ · Монреаль 65′ (авт.) · Сарр 88′ | (отчёт) | 4′ Ивоби |

| Арсенал                               | 3:0     | Ренн |
| ------------------------------------- | ------- | ---- |
| Обамеянг 5′, 72′ · Мейтленд-Найлз 15′ | (отчёт) |      |

| Зенит     | 1:3     | Вильярреал                             |
| --------- | ------- | -------------------------------------- |
| Азмун 35′ | (отчёт) | 33′ Иборра · 64′ Морено · 71′ Морланес |

| Вильярреал             | 2:1     | Зенит          |
| ---------------------- | ------- | -------------- |
| Морено 29′ · Бакка 47′ | (отчёт) | 90+1′ Иванович |

## 1/4 финала
Первые матчи были сыграны 11 апреля, ответные — 18 апреля 2019 года.
| Команда 1      | Итог        | Команда 2            | 1-й матч | 2-й матч |
| -------------- | ----------- | -------------------- | -------- | -------- |
| Арсенал        | 3:0         | Наполи               | 2:0      | 1:0      |
| Вильярреал     | 1:5         | Валенсия             | 1:3      | 0:2      |
| Бенфика        | 4:4 (г. в.) | Айнтрахт (Франкфурт) | 4:2      | 0:2      |
| Славия (Прага) | 3:5         | Челси                | 0:1      | 3:4      |

Примечание
1. ↑  Порядок встреч изменен после жеребьёвки, во избежание конфликта в расписании с матчем «Челси» - «Славия» проходящем в том же городе[51].

### Матчи
| Арсенал                         | 2:0     | Наполи |
| ------------------------------- | ------- | ------ |
| Рэмзи 15′ · Кулибали 25′ (авт.) | (отчёт) |        |

| Наполи | 0:1     | Арсенал      |
| ------ | ------- | ------------ |
|        | (отчёт) | 36′ Ляказетт |

| Вильярреал         | 1:3     | Валенсия                     |
| ------------------ | ------- | ---------------------------- |
| Касорла 36′ (пен.) | (отчёт) | 6′, 90+3′ Гедеш · 90+1′ Васс |

| Валенсия              | 2:0     | Вильярреал |
| --------------------- | ------- | ---------- |
| Лато 13′ · Парехо 54′ | (отчёт) |            |

| Бенфика                                     | 4:2     | Айнтрахт (Франкфурт)      |
| ------------------------------------------- | ------- | ------------------------- |
| Жуан Феликс 21′ (пен.), 43′, 54′ · Диаш 50′ | (отчёт) | 40′ Йович · 72′ Пасиенсия |

| Айнтрахт (Франкфурт)   | 2:0     | Бенфика |
| ---------------------- | ------- | ------- |
| Костич 37′ · Ребич 67′ | (отчёт) |         |

| Славия (Прага) | 0:1     | Челси      |
| -------------- | ------- | ---------- |
|                | (отчёт) | 86′ Алонсо |

| Челси                                      | 4:3     | Славия (Прага)               |
| ------------------------------------------ | ------- | ---------------------------- |
| Педро 5′, 27′ · Дели 10′ (авт.) · Жиру 17′ | (отчёт) | 26′ Соучек · 51′, 55′ Шевчик |

## 1/2 финала
Первые матчи были сыграны 2 мая, ответные — 9 мая 2019 года.
| Команда 1            | Итог           | Команда 2 | 1-й матч | 2-й матч |
| -------------------- | -------------- | --------- | -------- | -------- |
| Арсенал              | 7:3            | Валенсия  | 3:1      | 4:2      |
| Айнтрахт (Франкфурт) | 2:2 (пен. 3:4) | Челси     | 1:1      | 1:1      |

### Матчи
| Арсенал                          | 3:1     | Валенсия    |
| -------------------------------- | ------- | ----------- |
| Ляказетт 18′, 26′ · Обамеянг 90′ | (отчёт) | 11′ Диакаби |

| Валенсия         | 2:4     | Арсенал                               |
| ---------------- | ------- | ------------------------------------- |
| Гамейро 11′, 58′ | (отчёт) | 17′, 69′, 88′ Обамеянг · 50′ Ляказетт |

| Айнтрахт (Франкфурт) | 1:1     | Челси     |
| -------------------- | ------- | --------- |
| Йович 23′            | (отчёт) | 45′ Педро |

| Челси                                               | 1:1 (доп. вр.) | Айнтрахт (Франкфурт)                               |
| --------------------------------------------------- | -------------- | -------------------------------------------------- |
| Лофтус-Чик 28′                                      | (отчёт)        | 49′ Йович                                          |
| Пенальти                                            |                |                                                    |
| Баркли · Аспиликуэта · Жоржиньо · Давид Луиз · Азар | 4:3            | Алле · Йович · Де Гузман · Хинтереггер · Пасиенсия |

«Челси» победил в серии послематчевых пенальти и проходит в финал

## Финал
Финальный матч турнира состоялся в Баку 29 мая 2019 года на стадионе «Олимпийский».
| Челси                                       | 4:1 | Арсенал   |
| ------------------------------------------- | --- | --------- |
| Жиру 49′ · Педро 60′ · Азар 65′ (пен.), 72′ |     | 69′ Ивоби |

## Комментарии
1. ↑  CET (UTC+1) для матчей до 30 марта (1/16 финала), а CEST (UTC+2) для всех остальных матчей.
2. ↑  Шахтёр Донецк играет домашние матчи на стадионе «Металлист» (Харьков), вместо своего регулярного стадиона «Донбасс Арена» (Донецк), из-за вооружённого конфликта на востоке Украины.
3. ↑  Матч Севилья - Лацио был перенесён на 20 февраля, чтобы избежать конфликта с матчем Бетис - Ренн, проходящем в том же городе.
4. ↑  Матч Фенербахче - Зенит был перенесён на 12 февраля, чтобы избежать конфликта с матчем Галатасарай - Бенфика, проходящем в том же городе.